# Kirby Mass Attack
Kirby Mass Attack is een platformspel voor de Nintendo DS. Het spel werd uitgegeven door Nintendo en is ontwikkeld door dochteronderneming HAL Laboratory. Het spel is uitgegeven in Japan op 4 augustus 2011, in de VS op 19 september 2011, en in Europa verscheen het spel op 28 oktober 2011.

## Spel
Het spel is een tweeënhalfdimensionaal platformspel waarin protagonist Kirby het opneemt tegen allerlei vijanden. Hij kan tegenstanders opzuigen. Ook kan hij outfits vinden waarmee hij andere vaardigheden krijgt.
De speler bestuurt Kirby via het aanraakscherm van de DS. Door op het scherm te tikken kunnen vijanden worden verslagen. Het verzamelen van fruit in het spel geeft Kirby tot maximaal tien extra bestuurbare spelers. In het level zijn medailles verborgen die verzameld kunnen worden.

## Ontvangst
| Recensiescore       | Recensiescore |
| Recensieverzamelaar | Score         |
| ------------------- | ------------- |
| Metacritic          | 83%           |
| Publicist           | Score         |
| Eurogamer           | 8             |
| Famitsu             | 36/40         |
| Game Informer       | 8,5           |
| GameSpot            | 8,5           |
| IGN                 | 8,5           |
| Nintendo Power      | 8             |

Het spel werd overwegend positief ontvangen in recensies. Men prees het ontwerp en de gameplay.
Op aggregatiewebsite Metacritic heeft het spel een verzamelde score van 83%.